# Saltos ornamentais no Campeonato Mundial de Esportes Aquáticos de 2024 - Trampolim 1 m individual masculino

A prova do trampolim 1 m individual masculino dos saltos ornamentais no Campeonato Mundial de Esportes Aquáticos de 2024 foi realizada no dia 3 de fevereiro de 2024 em Doha, no Catar.

## Cronograma
Todos os horários estão na hora local (UTC+3).
| Data           | Hora  | Evento       |
| -------------- | ----- | ------------ |
| 3 de fevereiro | 10:02 | Eliminatória |
| 3 de fevereiro | 19:02 | Final        |

## Formato da competição
A competição consiste em duas rodadas: eliminatória e final. Os 12 melhores nadadores classificam-se a final.

## Medalhistas
| Ouro                  | Prata                 | Bronze                     |
| Osmar Olvera · México | Li Shixin · Austrália | Ross Haslam · Grã-Bretanha |

## Resultados
| Pos.              | Saltador            | Nacionalidade        | Eliminatória | Eliminatória | Final         | Final         |
| Pos.              | Saltador            | Nacionalidade        | Pontos       | Pos.         | Pontos        | Pos.          |
| ----------------- | ------------------- | -------------------- | ------------ | ------------ | ------------- | ------------- |
| Medalha de ouro   | Osmar Olvera        | México               | 406.30       | 1            | 431.75        | 1             |
| Medalha de prata  | Li Shixin           | Austrália            | 379.95       | 3            | 395.70        | 2             |
| Medalha de bronze | Ross Haslam         | Grã-Bretanha         | 373.90       | 5            | 393.10        | 3             |
| 4                 | Giovanni Tocci      | Itália               | 385.05       | 2            | 388.75        | 4             |
| 5                 | Lorenzo Marsaglia   | Itália               | 342.90       | 11           | 378.25        | 5             |
| 6                 | Kurtis Mathews      | Austrália            | 367.90       | 7            | 372.90        | 6             |
| 7                 | Gwendal Bisch       | França               | 330.10       | 12           | 352.55        | 7             |
| 8                 | Danylo Konovalov    | Ucrânia              | 356.90       | 8            | 349.55        | 8             |
| 9                 | Lyle Yost           | Estados Unidos       | 354.30       | 9            | 347.25        | 9             |
| 10                | Sebastián Morales   | Colômbia             | 350.70       | 10           | 340.60        | 10            |
| 11                | Zheng Jiuyuan       | China                | 378.60       | 4            | 334.35        | 11            |
| 12                | Juan Celaya         | México               | 373.70       | 6            | 324.15        | 12            |
| 13                | Lars Rüdiger        | Alemanha             | 328.55       | 13           | Não avançaram | Não avançaram |
| 14                | Jules Bouyer        | França               | 321.35       | 14           | Não avançaram | Não avançaram |
| 15                | Frank Rosales       | Cuba                 | 317.40       | 15           | Não avançaram | Não avançaram |
| 16                | Luis Moura          | Brasil               | 315.40       | 16           | Não avançaram | Não avançaram |
| 17                | Kyrylo Azarov       | Ucrânia              | 311.80       | 17           | Não avançaram | Não avançaram |
| 18                | Mohamed Noaman      | Egito                | 305.65       | 18           | Não avançaram | Não avançaram |
| 19                | Yi Jae-gyeong       | Coreia do Sul        | 295.45       | 19           | Não avançaram | Não avançaram |
| 20                | David Ekdahl        | Suécia               | 293.10       | 20           | Não avançaram | Não avançaram |
| 21                | Mohamed Farouk      | Egito                | 292.55       | 21           | Não avançaram | Não avançaram |
| 22                | Dariush Lotfi       | Áustria              | 292.30       | 22           | Não avançaram | Não avançaram |
| 23                | Kai Kaneto          | Japão                | 290.55       | 23           | Não avançaram | Não avançaram |
| 24                | David Ledinski      | Croácia              | 290.50       | 24           | Não avançaram | Não avançaram |
| 25                | Donato Neglia       | Chile                | 289.65       | 25           | Não avançaram | Não avançaram |
| 26                | Martynas Lisauskas  | Lituânia             | 276.70       | 26           | Não avançaram | Não avançaram |
| 27                | Jack Ryan           | Estados Unidos       | 270.10       | 27           | Não avançaram | Não avançaram |
| 28                | Elias Petersen      | Suécia               | 265.30       | 28           | Não avançaram | Não avançaram |
| 29                | Frandiel Gómez      | República Dominicana | 263.70       | 29           | Não avançaram | Não avançaram |
| 30                | Vyacheslav Kachanov | Uzbequistão          | 258.45       | 30           | Não avançaram | Não avançaram |
| 31                | Hanis Jaya Surya    | Malásia              | 258.00       | 31           | Não avançaram | Não avançaram |
| 32                | Cédric Fofana       | Canadá               | 255.55       | 32           | Não avançaram | Não avançaram |
| 33                | Rafael Borges       | Brasil               | 248.80       | 33           | Não avançaram | Não avançaram |
| 34                | Sebastian Konecki   | Lituânia             | 243.55       | 34           | Não avançaram | Não avançaram |
| 35                | Kim Yeong-taek      | Coreia do Sul        | 242.90       | 35           | Não avançaram | Não avançaram |
| 36                | Irakli Sakandelidze | Geórgia              | 223.35       | 36           | Não avançaram | Não avançaram |
| 37                | Nikola Paraušić     | Sérvia               | 210.55       | 37           | Não avançaram | Não avançaram |
| 38                | Avvir Tham          | Singapura            | 198.05       | 38           | Não avançaram | Não avançaram |
| 39                | Hemam London Singh  | Índia                | 197.05       | 39           | Não avançaram | Não avançaram |
| 40                | Surajit Rajbanshi   | Índia                | 192.20       | 40           | Não avançaram | Não avançaram |
| 41                | José Calderón       | República Dominicana | 188.55       | 41           | Não avançaram | Não avançaram |
| 42                | Adityo Restu Putra  | Indonésia            | 185.15       | 42           | Não avançaram | Não avançaram |
| 43                | Curtis Yuen         | Hong Kong            | 179.00       | 43           | Não avançaram | Não avançaram |
| 44                | Dulanjan Fernando   | Sri Lanka            | 150.40       | 44           | Não avançaram | Não avançaram |
| 45                | Anathi Shozi        | África do Sul        | 128.45       | 45           | Não avançaram | Não avançaram |